# Román Kuznetsov
Román Kuznetsov –en ruso, Роман Кузнецов– (14 de agosto de 1989) es un deportista ruso que compite en taekwondo. Su hermano gemelo Oleg también compite en taekwondo.
Ganó una medalla de bronce en el Campeonato Mundial de Taekwondo de 2017 y dos medallas de plata en el Campeonato Europeo de Taekwondo, en los años 2016 y 2018.

## Palmarés internacional
| Campeonato Mundial | Campeonato Mundial   | Campeonato Mundial | Campeonato Mundial |
| Año                | Lugar                | Medalla            | Categoría          |
| ------------------ | -------------------- | ------------------ | ------------------ |
| 2017               | Muju (Corea del Sur) | Medalla de bronce  | +87 kg             |
| Campeonato Europeo |                      |                    |                    |
| Año                | Lugar                | Medalla            | Categoría          |
| 2016               | Montreux (Suiza)     | Medalla de plata   | +87 kg             |
| 2018               | Kazán (Rusia)        | Medalla de plata   | +87 kg             |